# Эмиль Гриффит — Бенни Парет (1962)
Эмиль Гриффит против Бенни Парета III — третий поединок между Гриффитом и Паретом за звание чемпиона мира по боксу в полусреднем весе, который состоялся в Мэдисон-сквер-гарден в Нью-Йорке, в субботу, 24 марта 1962 года.
Матч транслировался в прямом эфире ABC по его еженедельной спортивной программе — «Бой недели», идущей в прямом эфире. В 12-м раунде 15-раундового поединка, после 29 попавших по голове Парета ударов, рефери остановил поединок. После поединка Бенни Парет был доставлен в больницу, где 3 апреля скончался от полученных травм.

## Предыстория
Поединок стал третьим общим между Эмилем Гриффитом и Бенни Паретом, за титулы чемпиона мира по версиям NBA и журнала «The Ring», а также титул линейного чемпиона в полусреднем весе. Первый поединок состоялся 1 апреля 1961 года и окончился нокаутом Парета в 12-м раунде 15-раундового поединка. Второй поединок прошёл 30 сентября 1961 года и завершился победой Бенни Парета раздельным решением судей. Несмотря на усталость, после ожесточённых боев против Гриффита и Фуллмера, которые прошли в течение одного года, Парет решил провести защиту своего титула через несколько месяцев после последнего боя. Поединок прошёл в субботу 24 марта 1962 года в Мэдисон-сквер-гарден.
Утром перед взвешиванием Парет назвал Гриффита мариконом (исп. maricon), что переводится с испанского языка как пидор, когда последний стоял на весах. После этого Гриффит захотел устроить драку, но был остановлен.

## Бой

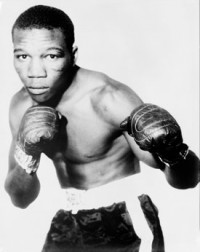
Бенни Парет

В шестом раунде Парет практически нокаутировал Гриффита с помощью комбинации из нескольких ударов, но Гриффита от нокаута спас гонг. В перерыве между раундами тренер Гриффита посоветовал ему выходить на ближнюю дистанцию и атаковать.
Во время 12-го раунда Дон Донфи, который комментировал поединок для ABC, сказал: «Это, наверное, самый страшный раунд за весь бой». Через несколько секунд после этих слов Гриффит зажал Парета в углу, провёл серию апперкотов, после чего начал наносить удары по голове Бенни. Вскоре стало очевидно, что Бенни находится в состоянии грогги и не может дальше продолжать поединок, но рефери Руби Голдштейн не останавливал бой. Бой был остановлен после того, как Гриффит нанес 29 безответных акцентированных удара в голову Бенни Парета.
После остановки боя Парет упал в углу от полученных ударов.

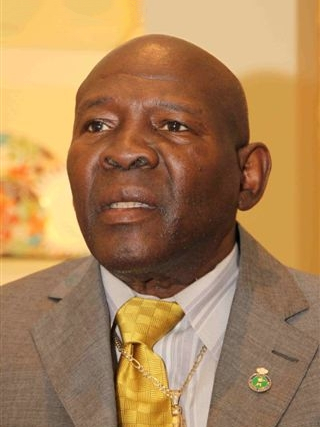
Эмиль Гриффит

## После боя
В интервью после поединка, которое Гриффит дал Д. Донфи, боксёр сказал:
|       | I'm very proud to be the welterweight champion again, and, I hope Paret is feeling very good which – they will not tell me how he feels. |  | Я очень горжусь тем, что чемпионский титул в полусреднем весе снова у меня, и, я надеюсь, Парет чувствует себя очень хорошо, но они не скажут мне, как он себя чувствует. |  |
| [ 6 ] | |  | |  |

Сразу после этого комментатор Д. Донфи, впервые в истории американского телевидения, показал Гриффиту окончание матча, чтобы тот мог увидеть со стороны последние секунды поединка (позднее это было названо «мгновенный повтор»). Гриффит осознал, что произошло, и отправился в больницу, в которую увезли Бенни, где несколько часов безуспешно пытался попасть к нему в палату. Бенни Парет скончался, не приходя в сознание, 3 апреля 1962 года в больнице Рузвельта на Манхэттене из-за гематомы мозга и был похоронен на кладбище Святого Раймонда в районе Бронкс в Нью-Йорке.
В 1964 году рефери поединка Руби Голдштейн заявил, что не остановил поединок раньше, потому что думал, что Бенни может продолжать сражаться и переломит ход поединка. Но существует версия, что Голдштейн опасался беспорядков со стороны сторонников Парета.
Нью-Йоркский губернатор Нельсон Рокфеллер создал комиссию из семи человек для расследования инцидента.
Бой стал одной из причин снижения популярности бокса в Америке. 21 марта 1963 года состоялся бой между Шугаром Рамосом и Дэйви Муром, последний проиграл отказом от продолжения боя в 10-м раунде и вскоре скончался от полученных травм. После этих случаев ABC решила прекратить транслировать бокс на постоянной основе и закрыть передачу «Бой недели».

## Андеркарт
В этом боксёрском вечере, помимо поединка между Гриффитом и Паретом, прошло ещё 4 боя.
| Боксёр        |           | Боксёр            |
| ------------- | --------- | ----------------- |
| Эмиль Гриффит | TKO12(15) | Бенни Парет       |
| Билли Белло   | PTS6(6)   | Энди Фигероа      |
| Дейв Расселл  | MD6(6)    | Вилли Джайлс      |
| Анджело Сото  | TKO3(4)   | Анджело Колонсито |
| Тако Гонсалес | MD4(4)    | Сид Маркус        |

## В культуре
Бой стал основой для документального фильма 2005 года, который назывался «Ринг огня: история Эмиля Гриффита» (англ. «Ring of Fire: The Emile Griffith Story»). В конце фильма Эмиль Гриффит был представлен сыну Бенни Парета. Сын Бенни обнял его и сказал ему, что он прощён